# Соловйов Яків Олександрович
Яків Олександрович Соловйов (рос. Соловьёв, Яков Александрович; 1820–1876) — громадський діяч, учасник підготовки та проведення селянської реформи, сенатор. Таємний радник.

## Біографія
Народився 16 (28) жовтня 1820 року. Закінчив Імператорський Санкт-Петербурзький університет і з 1843 року перебував на службі в Міністерстві державного майна службовцем центрального кадастрового управління.
Прослуживши деякий час у Петербурзі у центральних установах, він отримав місце начальника однієї з кадастрових комісій, які працювала спочатку у Смоленській, а потім у Владимирській та Самарській губерніях. За роботу «Сільськогосподарська статистика Смоленської губернії» в 1855 році він був удостоєний золотої медалі Російського географічного товариства. У 1857 році за запрошенням міністра внутрішніх справ С. С. Ланського став начальником земського відділу Міністерства внутрішніх справ, де працював до 1863 року. Із 21 грудня 1861 року перебував у чині дійсного статського радника. Мав на той час нагородження орденами Св. Станіслава І ст. (1863) та Св. Анни ІІ ст. (1861).
Після відкриття робіт Редакційних комісій з підготовки селянської реформи він взяв активну участь у їх діяльності разом з М. О. Мілютіним, В. О. Черкаським, Ю. Ф. Самаріним та іншими. Він керував впровадженням у життя «Положення від 19 лютого 1861 року». Ця робота вимагала дуже великої витрати енергії та сил і була особливо важка тим, що доводилося стикатися з найрізноманітнішими інтересами, розбиратись в тій масі протиріч, які виникали від різного тлумачення «Положення» землевласниками та селянами. І наприкінці 1863 року він залишив земський відділ.
Незабаром для проведення реформи у Царстві Польському у Варшаві було створено Установчий комітет та влаштовані комісії із селянських справ. За рекомендацією того ж М. О. Мілютіна в першій половині 1864 року Соловйов був призначений членом цього установчого комітету. До його обов'язків входило завідування справами комітету та особовим складом селянських комісій (загальне спостереження за їх діяльністю). У 1865 році до обов'язків додалось головування у центральній комісії з селянських справ, заснованої для розгляду ліквідаційних табелів (статутних грамот), дозволу скарг на місцеві комісії та розробки проєктів постанов із усіх предметів поземельних відносин власників маєтків та селян.
У 1867 році Я. О. Соловйов призначений сенатором, а після закриття Установчого комітету в 1871 році, визначений членом 4-го департаменту Сенату.
Помер у Парижі, куди поїхав для покращення здоров'я, 11 (23) грудня1876 року «від паралічу серця». Тіло його було перевезено в Петербург і поховано на цвинтарі Новодівичого монастиря.

## Праці
- Очерк хозяйства и промышленности Самарской губернии // «Журнал Министерства государственных имуществ». — 1857.
- Настоящее и будущее Смоленской губернии // «Указатель экономический, политический и промышленный». — 1857.
- Памятники и предания Владимирской губернии // «Отечественные записки». — 1857.
- О поземельном владении в России // «Отечественные записки». — 1858
- Записки сенатора Я. А. Соловьева о крестьянском деле // Русская старина. — 1882. — Т. 33. — № 3. — С. 561—596.